# Алексиевский монастырь (Саратов)
Свя́то-Але́ксиевский монасты́рь — женский монастырь в Саратове.

## История
В 1848 году Афанасий (Дроздов), архиепископ Саратовский и Царицынский, купил для архиерейской дачи в районе Спасо-Преображенского мужского монастыря в четырёх вёрстах от Саратова участок земли площадью около 16 га, на котором располагались роща и сад. Через некоторое время там возник мужской скит, отчего это место стали называть Верхней Монастыркой. При Павле (Вильчинском), занимавшем кафедру в 1882—1889 годах, там построили храм во имя митрополита Алексия, в котором ежедневно совершались богослужения. Впоследствии площадь скита увеличилась до 22 гектаров. В районе скита появился источник питьевой воды, что связали с молитвами его членов. Вода из этого источника по керамическому водопроводу подводилась к скиту, где были устроены пруд и фонтан, и к слободе, окружавшей скит.
23 января 1918 года земли скита были секуляризованы, храм перестроен (уничтожены были купола и звонница). По некоторым сведениям, насельники скита были подвергнуты гонениям, а часть их была убита в подвале храма. Сад при монастыре был по большей части вырублен и заброшен, водопровод и фонтан были разрушены, но родник сохранился. В 1929 году на территории монастыря был расположен детский туберкулёзный санаторий, в 1940-е годы её стали застраивать частными домами, а в 1969 году в зданиях, сохранившихся от скита, была расположена гинекологическая больница № 2 Кировского района.
В 1982 году земельный участок, занимаемый больницей, был отведен для отдела здравоохранения Саратовского городского совета. В 1985 году там расположилась глазная клиника. На следующий год часть земли скита была передана НПО «Алмаз» для строительства горнолыжной базы. Там же планировалось построить в 13-й пятилетке инженерно-лабораторный корпус для производственно-торгового объединения «Медтехника».
9 апреля 1990 года архиепископ Саратовский и Волгоградский Пимен (Хмелевский) направил в горсовет письмо с просьбой возвратить церкви Алексиевский скит для его возрождения и создания при нём дома престарелых. 26 ноября 1990 года Пимен обратился с письмом к настоятелям храмов Саратовской епархии о содействии в организации женского монастыря. 28 декабря того же года на заседании президиума Саратовского горсовета было принято решение отложить рассмотрение вопроса о возвращении Алексиевского скита верующим. В течение 1990-1992 годов вопрос возвращения здания как архиерейской дачи, так и всего скита рассматривался различными инстанциями; собирались документы, поступали от жителей письма в поддержку восстановления обители.
В 1991 году зарегистрированное православное общество Алексиевского храма добилось решения о закреплении за скитом 5,6 га земли, а 14 января 1991 года Пимен принял Устав Алексиевского храма и назначил его настоятеля — архимандрита Василия (Захарича). 22 января 1991 года горисполком принял решение о возвращении Алексиевского скита Русской Православной Церкви, однако исполнение этого решения встретило определённые трудности: надо было предоставить предприятиям, занимавшим здания монастыря, новые помещения (местным жителям, поселившимся на территории скита, Пименом были переданы дарственные).
В 1992 году на Пасху в церкви скита состоялось первое после 1918 года богослужение. Местные жители и новые насельники убрали мусор, облагородили сад, установили колокол. Были начаты работы по восстановлению зданий. Жители жертвовали скиту домашнюю утварь, ткани. 21 июня 1993 года скит посетил патриарх Алексий II. С октября 1996 года в скиту стали ежедневно совершаться богослужения.
25 декабря 1997 года решением Священного Синода скит был преобразован в Свято-Алексиевский женский монастырь. Были построены баптистерий, келейный сестринский корпус, насажен фруктовый сад, разбит огород, заведены коровы, куры. В 2000 году обустроили пасеку. 25 июня 2000 года освятили новый придел храма — в честь святой Анны Кашинской. В том же году состоялся первый набор в епархиальную школу регентов, воспитанницы которой проживают и обучаются при монастыре, поют на клиросе и несут послушания. В 2006 году монастырь стал участником выставки «Православная Русь-2006».

## Современное состояние
В наши дни всё продолжается благоустройство монастыря и восстановление его хозяйства: строится часовня и купальня на территории, прилегающей к монастырскому источнику.
На сегодняшний день в монастыре 20 насельниц, из них 11 монахинь, остальные - инокини и послушницы. 8 декабря 2003 года настоятельницей монастыря стала монахиня Феодосия (Бессонова). При монастыре создан детский приют для девочек, в котором на сегодняшний день пять воспитанниц. Кроме того, насельницы помогают дому-интернату для детей с пониженным зрением, предоставляют нуждающимся питание и оказывают материальную помощь многодетным семьям. Монастырь осуществляет сотрудничество с юридическим институтом МВД. С 1997 года при монастыре работает воскресная школа. При ней действуют кружки шитья и рукоделия, художественной резьбы по дереву, компьютерной грамотности. Занятия проходят по субботам и воскресеньям.
Ежедневно проводится литургия в 8:00 и вечернее богослужение в 17:00, монастырский храм открыт в течение дня, до 15:00 в нём дежурит священник.

## Престолы монастырского храма
Главный престол освящён во имя святителя Алексия, митрополита Московского и всея Руси 26 апреля 1992 года. Придел освящён во имя преподобной Анны Кашинской 25 июня 2000 года иерейским чином. Второй храм монастыря освящён Епископом Саратовским и Вольским Лонгином в честь Смоленской иконы Божией Матери 4 декабря 2008 года.

## Монастырские святыни

### Иконы с частицами мощей
- преподобной Анны Кашинской
- преподобного Антипы Валаамского
- преподобного Серафима Саровского.

### Частицы мощей
- апостола и евангелиста Марка
- равноапостольного Иннокентия, митрополита Московского и Коломенского
- святителя и исповедника Луки (Войно-Ясенецкого)
- великомученика Димитрия Солунского
- преподобного Феодора Санаксарского
- преподобноисповедника Александра, архимандрита Санаксарского
- святого праведного воина Феодора, адмирала флота Российского
- преподобного Кукши Нового
- преподобного Амвросия Оптинского
- трех неизвестных мучеников III – IV веков
- одного из Вифлеемских младенцев.

### Частицыгробов
- преподобного Феодора Санаксарского
- праведной Иулиании Муромской.

### Частицы с покровов с мощей
- благоверных князей Константина и чад его Михаила и Феодора Муромских
- благоверных князей Петра и Февронии Муромских.

### Прочие святыни
- частица облачения преподобного Иова Почаевского
- частица мантии святителя Игнатия (Брянчанинова).

## Адрес и способ проезда
Адрес: 410009, Саратов, Замковый проезд, 18. Смотреть на карте
Проезд: автобусы 6, 11, 18, 53, троллейбусы № 5, 10, трамвай № 3 (остановка «1-я дачная»).

## Объекты, названные по монастырю
По монастырю в Саратове названа улица Алексеевская в 1-м Дачном.

## Интересные факты
- На изначальной территории скита находилась историческая ценность — стоянка древнего человека, известная как Вишнёвое городище.